# Stadio Romeo Menti (Castellammare di Stabia)
Het Stadio Romeo Menti is een voetbalstadion in de Italiaanse stad Castellammare di Stabia. In het stadion speelt de SS Juve Stabia haar thuiswedstrijden.
Giuseppe Meazza (AC Milan/Inter Milan) ·
Olimpico (AS Roma/SS Lazio) ·
Atleti Azzuri (Atalanta Bergamo) ·
Renato Dall'Ara (Bologna) ·
Giovanni Zini (Cremonese) ·
Carlo Castellani (Empoli) ·
Artemio Franchi (Fiorentina) ·
Marcantonio Bentegodi (Hellas Verona) ·
Allianz Stadium (Juventus) ·
Via del Mare (Lecce) ·
Brianteo (Monza) ·
Diego Armando Maradona (Napoli) ·
Arechi (Salernitana) ·
Luigi Ferraris (Sampdoria) ·
Città del Tricolore (Sassuolo) ·
Alberto Picco (Spezia) ·
Olimpico di Torino (Torino) ·
Friuli (Udinese)
Cino e Lillo Del Duca (Ascoli) ·
San Nicola (Bari) ·
Ciro Vigorito (Benevento) ·
Mario Rigamonti (Brescia) ·
Unipol Domus (Cagliari) ·
Pier Cesare Tombolato (Cittadella) ·
Giuseppe Sinigaglia (Como) ·
San Vito-Gigi Marulla (Cosenza) ·
Benito Stirpe (Frosinone) ·
Luigi Ferraris (Genoa) ·
Alberto Braglia (Modena) ·
Renzo Barbera (Palermo) ·
Ennio Tardini (Parma) ·
Renato Curi (Perugia) ·
Garibaldi-Romeo Anconetani (Pisa) ·
Oreste Granillo (Reggina) · 
Paolo Mazza (SPAL) ·
Druso (Südtirol) ·
Libero Liberati (Ternana) ·
Pierluigi Penzo (Venezia)